# Katja's Bodyscan
Katja's Bodyscan is een informerend televisieprogramma van de KRO-NCRV dat in 2015 en 2016 door Katja Schuurman werd gepresenteerd. Het programma behandelt in iedere aflevering vragen met betrekking tot het menselijk lichaam.
Het programma is op 26 februari 2015 van start gegaan en het eerste seizoen telde acht afleveringen.
Het tweede seizoen ging op 31 maart 2016 van start en telde 4 afleveringen.

## Afleveringen

### Seizoen 1
| Nr. | Titel                                  | Datum uitzending | Kijkers   |
| --- | -------------------------------------- | ---------------- | --------- |
| 1   | Kan ik tegen stress?                   | 26 februari 2015 | 840.000   |
| 2   | Hoe kan ik mijn geheugen verbeteren?   | 5 maart 2015     | 1.102.000 |
| 3   | Wat doet slaaptekort met mijn lichaam? | 12 maart 2015    | 820.000   |
| 4   | Waar zit pijn?                         | 19 maart 2015    | 829.000   |
| 5   | Vasten                                 | 26 maart 2015    | 846.000   |
| 6   | Bewegen                                | 9 april 2015     | 731.000   |
| 7   | Smaak                                  | 16 april 2015    | 877.000   |
| 8   | Ouderdom                               | 23 april 2015    | 892.000   |

### Seizoen 2
| Nr. | Titel              | Datum uitzending | Kijkers |
| --- | ------------------ | ---------------- | ------- |
| 1   | Hygiëne            | 31 maart 2016    | 960.000 |
| 2   | Liegen             | 7 april 2016     | 611.000 |
| 3   | Angst              | 14 april 2016    | 532.000 |
| 4   | Aantrekkingskracht | 21 april 2016    | 777.000 |